# Os ptérygoïde
L'os ptérygoïde est un os pair formant une partie du palais osseux chez de nombreux vertébrés, derrière les os palatins.

## Anatomie comparée
Chez l'homme, il devient le processus ptérygoïde de l'os sphénoïde.
Cet os et son principal muscle associé, le muscle protracteur ptérygoïdien, sont particulièrement développés et spécifiques chez certaines espèces d'oiseaux de la famille des Picidae. Ils remplissent un rôle adaptatif essentiel dans l'absorption et la dissipation de l'énergie des chocs dans les phases de percussion des pics lors du perçage du bois afin de ne pas endommager le cerveau et les yeux.